# 埃德蒙·德科蒂尼

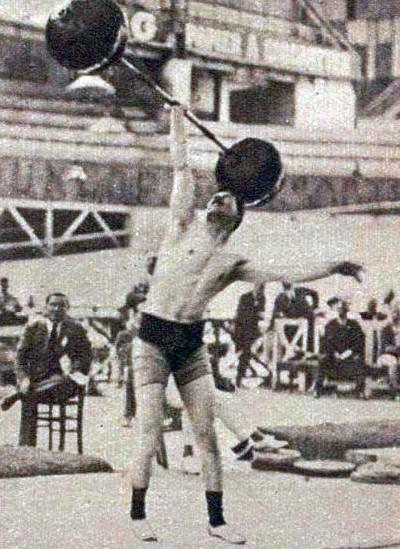
攝於1924年夏季奥林匹克运动会举重比赛

埃德蒙·德科蒂尼（法語：Edmond Decottignies，1893年12月3日—1963年6月3日），法国男子举重运动员。他曾代表法国参加1924年夏季奥林匹克运动会举重比赛，获得男子67.5公斤级金牌。